# Grob Aerospace
La Grob Aerospace GmbH è un'azienda aeronautica tedesca specializzata nella produzione di alianti. 

## Storia
Affonda le sue radici nella Grob-Werke, che si dedicò alla produzione di macchine e motori. Nella sua storia ha costruito anche un aereo turboelica ed un jet bireattore commerciale. L'azienda è fallita il 18 agosto 2008 e, dopo essere stata in predicato di essere acquistata dalla cinese Guizhou Aircraft Industry Corporation o dalla tedesca H3 Aerospace, è stata acquisita da quest'ultima che l'ha rinominata Grob Aircraft e ha ripreso la produzione l'anno successivo.

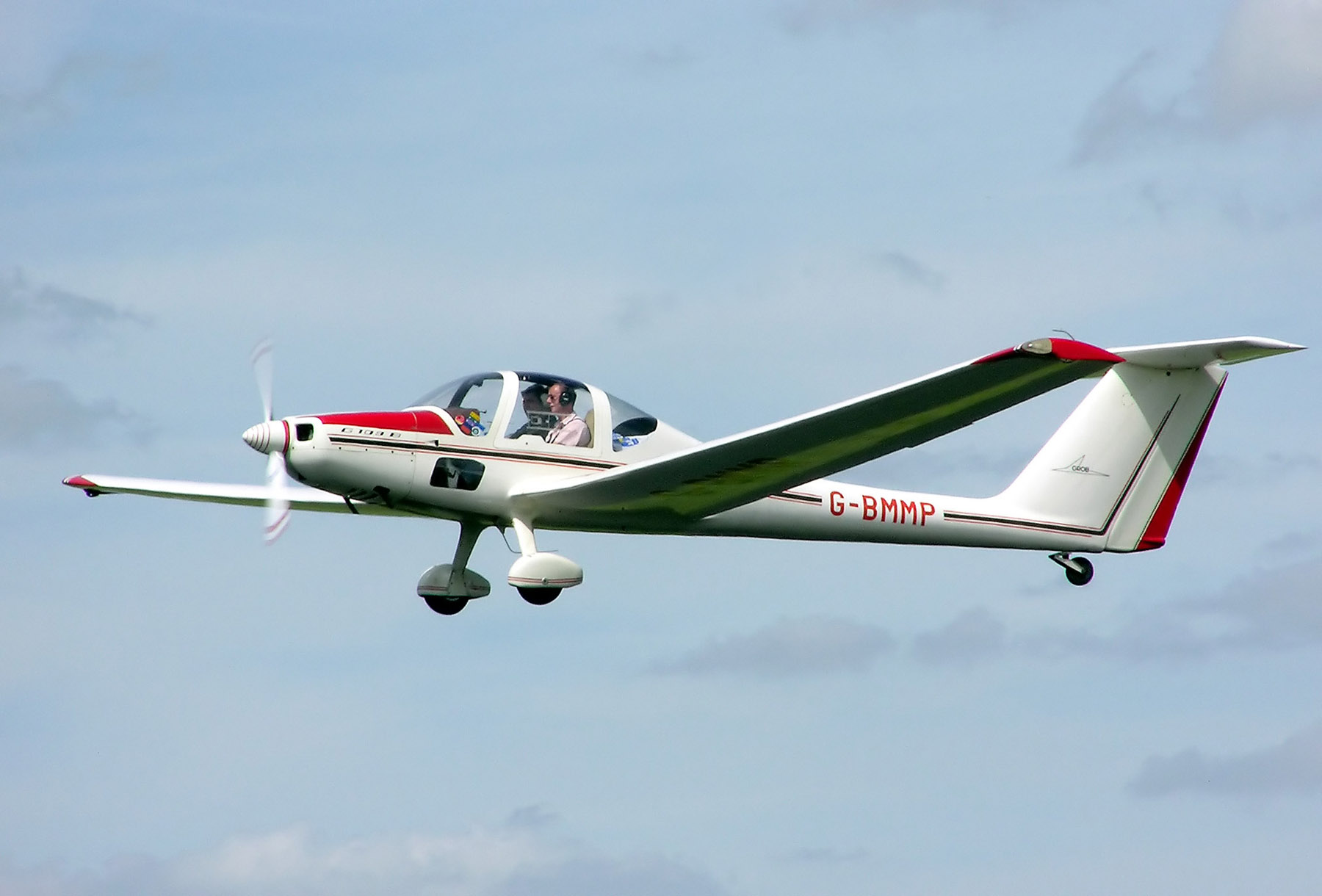
L'aliante a motore Grob G109B costruito nel 1986

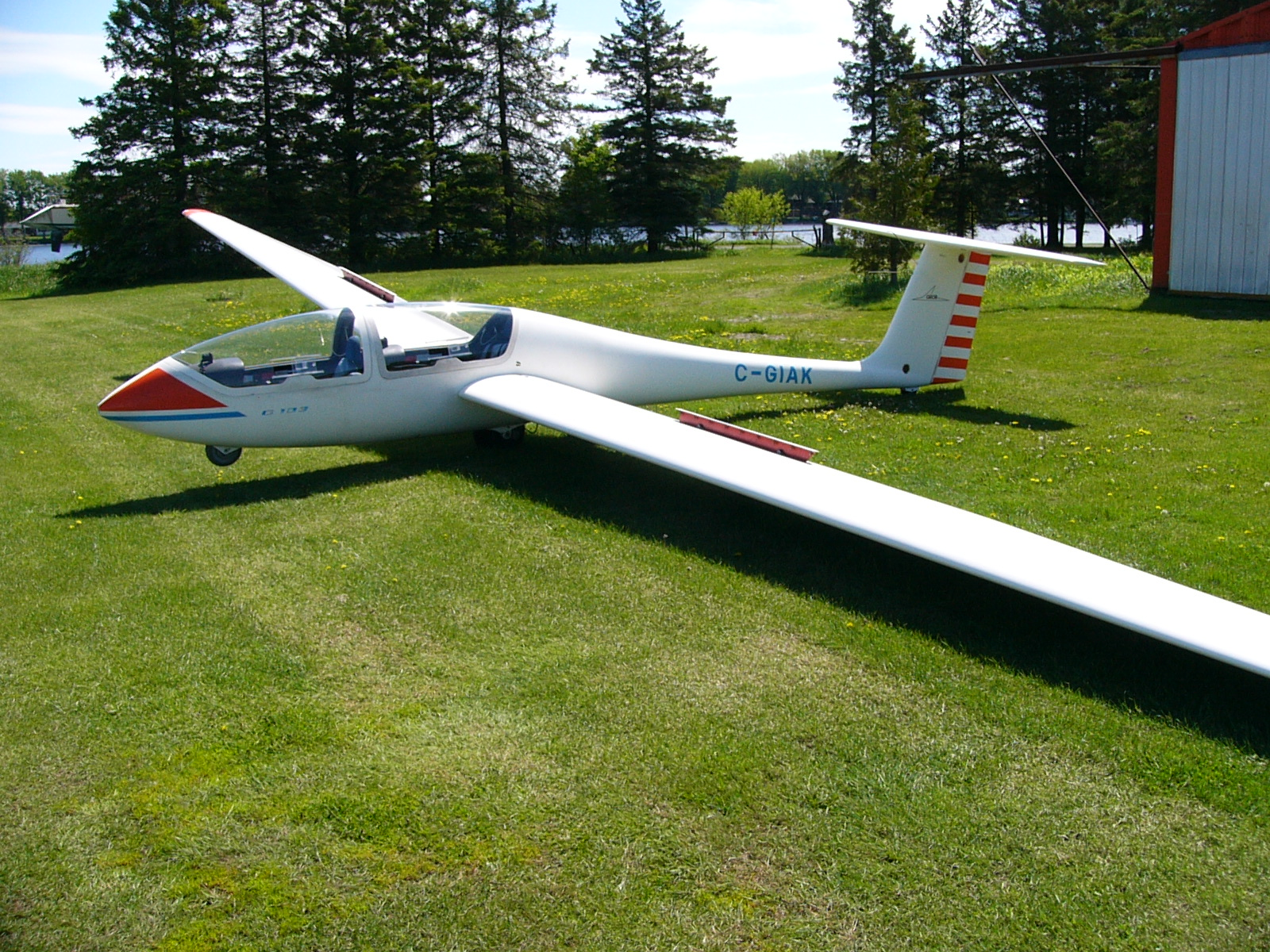
Aliante biposto tipo Grob G 103 Twin Astir

## Velivoli prodotti
- Grob G 102 Astir - aliante monoposto costruito con materiali compositi di classe Standard
- Grob G 103 - aliante biposto
  - G 103 Twin Astir
  - Grob G 103 Twin II (disponibile anche nella versione acrobatica (G103a Twin II)
  - Grob G 103C Twin III (disponibile anche nella versione acrobatica)
  - Grob Viking T1 era la versione militare inglese del G 103 Twin II.
- G 104 Speed Astir - aliante monoposto Classe 15 metri
- Grob G 109 - aliante a motore biposto autopartente
- Grob G 115 - monoplano aerobatico biposto ad ala bassa interamente in compositi
- G 520 Egrett/STRATO 1
- Grob G 120A - Addestratore basico
- Grob SPn, aviogetto commerciale
- HALE G 600 versione ad alta quota e lunga distanza dello SPn
- G 140 turboelica quadriposto
- GF 200
- Grob Strato